# اوفيديو بوركا
اوفيديو بوركا (بالرومانية: Ovidiu Burcă)‏ (16 مارس 1980 في سلاتينا في رومانيا – )؛ هو لاعب كرة قدم سابق كان يلعب كمدافع.

## وصلات خارجية
- اوفيديو بوركا على موقع رابطة كرة القدم اليابانية للمحترفين (اليابانية)
- اوفيديو بوركا على موقع قاعدة بيانات كرة القدم.إي يو (الإنجليزية)
- اوفيديو بوركا على موقع بيانات كرة القدم. دي إي (الألمانية)
- اوفيديو بوركا على موقع Soccerway.com (الإنجليزية)
- اوفيديو بوركا على موقع عالم كرة القدم.نت (الإنجليزية)